# Xã Sandusky, Quận Crawford, Ohio
Xã Sandusky (tiếng Anh: Sandusky Township) là một xã thuộc quận Crawford, tiểu bang Ohio, Hoa Kỳ. Năm 2010, dân số của xã này là 459 người.